# Enka Cup
L'Enka Cup è un torneo professionistico di tennis giocato su campi in cemento. Fa parte dell'ITF Women's Circuit. Si gioca annualmente a Istanbul in Turchia.

## Albo d'oro

### Singolare
| Anno | Campionessa       | Finalista              | Punteggio |
| ---- | ----------------- | ---------------------- | --------- |
| 2011 | Marta Domachowska | Margalita Chakhnašvili | 7–5, 6–3  |

### Doppio
| Anno | Campionesse                      | Finaliste                        | Punteggio |
| ---- | -------------------------------- | -------------------------------- | --------- |
| 2011 | Marta Domachowska Teodora Mirčić | Daniella Dominikovic Melis Sezer | 6–4, 6–2  |